# Gelis gracillimus
Gelis gracillimus là một loài tò vò trong họ Ichneumonidae.